# Bertha Conton
Bertha Yvonne Conton, GCOR (née Thompson; 31 de octubre de 1923-1 de mayo de 2022) fue una educadora sierraleonesa que fue directora, fundadora y propietaria de la Leone Preparatory School.

## Biografía
Conton se educó en la Escuela Primaria St. Joseph y, posteriormente, en la escuela católica del convento St. Joseph en Freetown, Sierra Leona. Completó sus estudios superiores en Liverpool, Inglaterra.
A su regreso a Freetown, Conton comenzó su carrera docente en el Convento de St. Joseph y en la Escuela Secundaria Femenina de Freetown. Tras una breve estancia en Ghana, donde enseñó en la Escuela Internacional de Acra, su familia se trasladó a Bo. En 1961, Conton fundó la Leone Preparatory School, también conocida como Bertha Conton School, en Bo, cuando empezó a dar clases a los niños en el porche de su casa en Bo. Posteriormente, la escuela se trasladó a Freetown en 1963.
Conton estaba casada con William Farquhar Conton, quién fue un educador, historiador y escritor. Murió en Freetown el 1 de mayo de 2022, a la edad de 98 años.

## Premios y reconocimiento
- En 2012, Conton fue investida con la Gran Comandante de la Orden del Rokel, la más alta y prestigiosa condecoración de Sierra Leona, por su contribución a la educación.
- En la Cámara de los Lores, Lord Paul Boateng rindió homenaje a Conton, quién le enseñó a leer.[5]